# チャン・バブ
チャン・バブとは、カンボジアに古くから伝わる相撲の事である。クメール相撲またはカンボジア相撲とも言う。

## 特徴
- 上半身は裸、下半身は、半ズボン姿になって腰巻（赤と青に色分け）をして、裸足になる。
- 日本の相撲の様な土俵は無いが、少し広い所で行う。
- 3分1ラウンドで3試合。
- 張り手や突っ張り等の攻め手が無い。
- ブチュン・ベン（カンボジアのお盆）や水祭りのときに行う。